# Georg Christoph Lichtenberg
Georg Christoph Lichtenberg (nascut l'1 de juliol del 1742 a Ober-Ramstadt, a prop de Darmstadt, i mort el 24 de febrer del 1799 a Göttingen) fou un escriptor i científic alemany, i el primer catedràtic de física experimental als països germànics. Es considera Lichtenberg el fundador de l'aforisme en llengua alemanya, i un dels escriptors més importants en alemany. A El caminant i la seva ombra Friedrich Nietzsche va escriure que «A part dels escrits de Goethe, ¿què queda de la prosa alemanya que calgui llegir una vegada i una altra? Els Aforismes de Lichtenberg.» Ha influït més enllà del seu temps i del seu context cultural i lingüístic. Una àmplia selecció de les reflexions de Lichtenberg ha estat traduïda al català per Amadeu Viana, publicada el 2012 per Edicions de la Ela Geminada.
En l’àmbit de la ciència, entre d'altres treballs, va proposar l'estandardització del sistema de mida de paper, precursor de l’estàndard DIN 476 del Deutsches Institut für Normung (Institut Alemany de Normalització), posteriorment assumit internacionalment per la ISO 216. El 1786 va veure els avantatges d'un paper que tingués una proporció altura-amplada de l'arrel quadrada de 2 (1:1,4142). Un rectangle amb aquesta ràtio manté la proporció entre els seus costats quan es divideix en dos.
Lichtemberg era ateu, antiesclavista i declaradament anglòfil.

## Vida
Lichtenberg fou el més jove de 17 germans, fill d'un pastor protestant amb el mateix nom que va ser ascendit en la jerarquia eclesiàstica fins a esdevenir superintendent de Darmstadt. Al contrari de l'habitual en un religiós de l'època, el seu pare disposava de grans coneixements científics. Georg Christoph Lichtenberg fou educat a casa dels seus pares fins als 10 anys, quan va ingressar a l'Escola Llatina de Darmstadt. Allà aviat va donar mostres d'una gran intel·ligència.
Lichtenberg volia estudiar matemàtiques però la seva família no podia pagar els estudis. Al 1762, la seva mare, Katharina Henriette Lichtenberg, nascuda a Eckhard (1696-1764) es va posar en contacte amb Lluís VIII de Hessen-Darmstadt, qui va concedir a Lichtenberg una beca anual de 200 florins o gulden. Al maig de 1763 deixà Darmstadt per estudiar matemàtiques, història natural i astronomia a la Universitat de Göttingen, llavors en consolidació com una de les més importants a Europa.
Després dels estudis, Lichtenberg va fer dos viatges llargs a Anglaterra. El primer, al 1770, com a tutor de dos estudiants anglesos, i en el que va causar una gran impressió al rei Jordi III del Regne Unit i Hannover, el qual el va recomanar per ocupar una plaça de professor de filosofia. Aquell any a més va obtenir una plaça de professor de física, matemàtiques i astronomia a la Universitat de Göttingen, tot i que no va donar classes fins al 1776.
Durant els anys següents, i fins a 1774, va realitzar observacions astronòmiques a l'antic observatori de Göttingen.
En el segon dels seus viatges a Anglaterra, de 1774 a 1775, Lichtenberg va conèixer a integrants de l'expedició que va donar la segona volta al món. Entre altres, James Cook i altres personalitats de l'època com James Watt o Joseph Priestley.
Al 1777 realitzà experiments fotogràfics amb alta tensió, escampant licopodi en pols sobre una placa altament electritzada i estudiant les ramificacions de les descàrregues elèctriques. Posteriorment aquestes figures a les imatges es varen anomenar figures de Lichtenberg. Aquest any, a més, va estar relacionat amb Maria Dorothea Stechardt (1765-1782). Des de 1780 i fins a la seva mort, Lichtenberg va ser catedràtic (Ordinarius) de física. El 1782 va conèixer Margarethe Elisabeth Kellner amb qui començà una relació anàloga a la matrimonial.
El 1793 Georg Christoph Lichtenberg va ser nomenat membre de la Royal Society de Londres.

## Obres literàries
Des del 1765 Lichtenberg va anotar en diversos quaders una nombrosa quantitat d'apunts, aforismes o idees ràpides, que després de la seva mort van ser publicats. Els va anomenar Sudelbücher, un mot que recull la noció dels scrapbooks (o el mot obsolet ja al seu temps waste books) anglesos, quaderns on s'anotaven les transaccions comercials tal com ocorrien, a l'espera de ser passades a net al registre comptable. En català es podria traduir per esborranys, però la denominació Quaderns de notes o Quaderns d'apunts sembla més a prop del caràcter d’aquests escrits breus.
Cada volum va anomenar-lo seqüencialment seguint l'alfabet des de la A, que va començar el 1765, fins a la L, que va ser l’últim a la mort de Lichtenberg, el 1799.
Aquests quaderns es van donar a conèixer per primera vegada al món després de la seva mort, quan van ser publicats pels seus fills i germans en la primera i la segona edició de Lichtenbergs Vermischte Schriften (“Escrits diversos de Lichtenberg”, 1800–06 i 1844–53). Després de les publicacions inicials, però, els quaderns G i H, i la majoria del quadern K, van ser destruïts o van desaparèixer. Es creu que aquestes peces que falten contenien materials sensibles. Els manuscrits dels quaderns restants es conserven a la Universitat de Göttingen.
En aquests escrits traspuen clarament molts dels trets diferencials de Lichtenberg com ara el seu rigor racionalista, la seva tendència a l'escepticisme i l'ús de la ironia i el sarcasme.
Els quaderns contenen cites de passatges que van impactar a Lichtenberg, títols de llibres per llegir, esbossos autobiogràfics i reflexions breus o llargues, incloses observacions agudes sobre la naturalesa humana, a la manera dels moralistes francesos del segle XVII. També inclouen referències a publicacions de l'època, com la del supercentenari piemontès Francesco Hupazoli, que demostren l'amplitud dels seus interessos.
Aquelles reflexions li van ajudar a guanyar-se la seva fama pòstuma com un dels millors aforistes de la història intel·lectual occidental. Alguns estudiosos han intentat destil·lar un sistema de pensament de les reflexions disperses de Lichtenberg, però ell no es considerava un filòsof professional i no tenia necessitat de presentar o concebre una filosofia coherent.
Alguns exemples aforístics:
- L'americà que va descobrir Colom va fer un pèssim descobriment.
- Qui només entén de química, tampoc l'entén.
- Per a la majoria de la gent, ser descreguts en una cosa ve de la seva creença cega en una altra.
- Un llibre és un mirall, i no es pot esperar que quan un mico s'hi miri hi vegi un apòstol.
- Si es vol construir alguna cosa a l'aire, sempre és millor que sigui un castell que una casa de cartes.
- Aneu amb compte de dictaminar alguna cosa d'obscura. Trobar alguna cosa obscura no suposa cap dificultat: els elefants i els gossets falders troben moltes coses incomprensibles.